# Hemijska vrsta
Hemijske vrste su atomi, molekuli, molekulski fragmenti, joni, itd., koji učestvuju u hemijskom procesu ili merenju. Generalno, hemijske vrste se mogu definisati kao molekulski entiteti koji mogu da pokriju istu grupu molekulskih energetskih nivoa na karakterističnoj ili unapred poznatoj vremenskoj skali. Ovaj termin je isto tako primenljiv na hemijski identične atomske ili molekulske strukturne jedinice u čvrstim rešetkama.
U supramolekulskoj hemiji, hemijske vrste su supramolekulske strukture čije interakcije i asocijacije se formiraju putem intermolekulskog vezivanja i odbijanja. One formiraju osnovu ove grane hemije. 